# Jang Minho
Jang Minho(hangul: 장민호; hanja: 張民好; rr: Jang Minho; nascido em 11 de setembro de 1977), é um cantor, ator, dançarino e modelo sul-coreano.
Minho começou sua carreira como um líder de idolo grupo U-BeS, desde 1997, ele se virou para ser uma Trot cantora 2011. Ele se tornou grande popular com as vitórias top6 do TV programme Mr Trot.

## Biografia e carreira
Minho nasceu em Busan, e se mudou para Incheon, enquanto ele era pequeno. Ele é o mais novo de três irmãos.Ele tem um irmão e uma irmã. Quando ele era um estudante de liceu, ele comutada para Seoul para se tornar um ator e um modelo para MC de TV. Ele nasceu dia 11 de Setembro de 1977, mas celebra o aniversário dele pelo calendário lunar, que é de Julho de 28. Minho é fluente em chinês.
Ele começou sua carreira como ídolo em 1997, durante esse tempo ele usou nome de nascimento Jang Hogeun. Ele passou um ano antes de debute como um estagiário para praticar canto e dança com os membros do grupo. O grupo lançou dois álbuns regulares, mas se separou devido às vendas fracas de álbuns e desentendimentos com a agência. Mais tarde Minho revelou em entrevista que foram espancados pelo chefe da agência. A hora oficial da dissolução dos U-BeS nunca foi anunciada, mas estimada no início de 1999. Após seis anos de hiato, ele formou uma ballad duo Baram(que significa vento em coreano) em 2004 com o álbum Just like a wind.
Son Dam-bi antes de sua estreia apareceu em seu videoclipe To Love (사랑 하다). Baram não teve sucesso na Coréia, embora tenha recebido alguma atenção na China. Ele ingressou no serviço militar obrigatório em 2007. Em 2011, após um ano de preparação, ele lançou seu Trot single, Love you, Nuna. Seu primeiro Trot single falhou. Em 2012, ele participou do programa de audição da KBS Última audição da minha vida(내 생애 마지막 오디션)e venceu o concurso junto com o cantor e compositor LEN como uma dupla. Apesar de Minho e LEN terem vencido o concurso, a KBS não deu nenhum suporte como prometeram para os vencedores finais do show. 2 meses após o concurso Minho lançou o seu primeiro Trot álbum The Man Says (남자 는 말합니다). Embora o álbum não tenha recebido muita atenção ao ser lançado, a música-título The Mans Says começou a ganhar popularidade e se tornou sua assinatura. A música rendeu a ele o apelido de omtongnyong (palavra composta de mãe e presidente).
Em 2020, ele foi finalista do reality show Mr Trot, ficando em sexto lugar. Mr Trot ultrapassou 30 por cento de audiência, a maior foi de 35,7 por cento e mais de 7,7 milhões de votos baseados em mensagens de texto foram dados durante o programa de duas horas, um recorde para TV audição programas. Devido à sua popularidade após a competição, ele ganhou o primeiro lugar na pesquisa "Escolha o melhor cantor de Trot", com 294.730 votos. Além disso, ele ficou em 15º lugar na Singer Brand Reputation em julho de 2020. No mesmo ano, ele criou seu canal no YouTube e ganhou mais de 20.000 assinantes em 2 horas.
Ele é um modelo de publicidade e porta-voz. Segundo a Ildong Foodis, eles aumentaram as vendas do produto em 7,8 bilhões de KRW com a contratação de ele como modelo.

## Outras
Ele patrocina três crianças através da Compassion Korea (한국 컴패션) desde 2009. Ele também é membro ativo da Compassion Band desde 2006. Ele escreve letras e compõe canções. Ele escreveu a letra da música de seu colega cantor Namgoong Moonjeong Goodbye my youth (잘 있거라 내 청춘) com o compositor JMStyle. Ele escreveu a letra e co-compôs sua música Ele sabe meu nome (내 이름 아시죠) pensando em seu falecido pai.
Em 21 de março de 2021, seus fãs comemoraram o 10º aniversário de sua Trot estreia. Eles postaram anúncios de congratulações nos outdoors de pontos de ônibus, estações de metrô e shoppings, etc. Em particular, seus fãs estrangeiros até enviaram vídeos de congratulações à Times Square em Nova York.

## Discografia
Albums studios
- 2017 Drama (Jang Minho album)

EP
- 2013 The Man Says

Single
- 2011 Love You, Nuna
- 2017 Driving Route 7
- 2019 The Man Says (New Ver.)
- 2020 Read and Ignored
- 2020 Hit the Jackpot, per la colonna sonora di Kkondae Intern
- 2021 That's Life

## Prêmios
- 2015 Grand Prize Winner, Korea Talent Donation Awards
- 2015 Rookie of the year award, The 3rd Korea Creative Art Awards, Popular music category
- 2015 Rookie of the year award, Korea Star Art Awards, Trot category
- 2017 Popularity award, Korea Multicultural Awards, Trot category
- 2017 Popularity award, Korea Arts Awards, Trot category
- 2017 Popularity award, International K-Star Awards, Trot category
- 2018 Excellence award, Gayo TV Music Awards
- 2018 Popularity award, Proud Korean Awards
- 2020 2020 Melon Music Awards
- 2021 CICI Korea Image Award
- 2020 APAN Choice Best K-Trot award